# David Faustino
David Anthony Faustino (n. 3 martie 1974, Los Angeles, California, SUA) este un actor american cunoscut pentru rolul lui Bud Bundy⁠(d) în sitcomul Familia Bundy. De asemenea, a fost vocea unor personaje animate precum Mako⁠(d) din Avatar: Legenda lui Korra și Helia⁠(d) din Winx Club.

## Biografie
Faustino s-a născut în Los Angeles, California pe 3 martie 1974, fiul lui Roger Faustino și al lui Kay Faustino (născută Freeman). Fratele său mai mic, Michael, a apărut de câteva ori în serialul Familia Bundy, inclusiv în episodul „T*R*A*S*H⁠(d)” scris de David.

### Cariera
Faustino a debutat în televiziune la vârsta de trei luni în cadrul emisiunii Lily Tomlin⁠(d) Special. După un rol minor în Little House on the Prairie⁠(d), a început să apară în mod regulat în seriale precum Highway to Heaven⁠(d), Family Ties⁠(d), St. Elsewhere⁠(d) și The Love Boat⁠(d).
În 1986 și 1987, a apărut în filmele de televiziune Mr. Boogedy⁠(d) și Bride of Boogedy⁠(d).
În 1987, a obținut rolul lui Bud Bundy și l-a interpretat pe parcursul celor 259 de episoade ale serialului Familia Bundy din 5 aprilie 1987 până în 9 iunie 1997. Și-a reluat rolul în serialele Parker Lewis Can't Lose⁠(d) și Top of the Heap⁠(d). Faustino a mai apărut în Burke's Law⁠(d), MADtv⁠(d) și Noua Familie Addams.
În 2001, Faustino a avut un rol în filmul independent Killer Bud. În anul următor, a apărut în reality-show-ul⁠(d) Celebrity Boot Camp (o versiune a emisiunii Boot Camp⁠(d) dedicată vedetelor). În 2005, a jucat în două episoade din One on One⁠(d).
În perioada 2007-2009, Faustino a dezvoltat și a jucat în Star-ving⁠(d), un serial online de comedie difuzat săptămânal prin serviciul de streaming Crackle⁠(d) deținut de Sony Pictures Entertainment. A interpretat o versiune exagerată a sa în cele 12 episoade ale proiectului. De asemenea, l-a jucat pe Jason Dockery în filmul RoboDoc⁠(d) din 2008.
Faustino a apărut alături de distribuția serialului Familia Bundy la cea de-a 7-a ediție a Premiilor TV Land⁠(d) în 2009. A avut un rol cameo în două episoade din serialul HBO Entourage⁠(d).
Acesta a jucat în filmul satiric Not Another B Movie⁠(d), distribuit de Troma Entertainment⁠(d), în 2011. În același an, a fost vocea personajului Helia în noua versiune a desenului animat Winx Club. Ulterior, Nickelodeon l-a ales să realizeze vocea personajului Mako în desenul animat Avatar: Legenda lui Korra. De asemenea, a fost Dagur the Deranged în primele două sezoane ale serialului animat Dragonii și Later în Race to the Edge.
În 2017, Faustino a apărut în episodul „The Radioactive Panthers in the Party” al serialului Cititorii de oase⁠(d).

## Viața personală
Faustino este cofondator și gazdă a clubului de noapte Balistyx din Los Angeles. A fost primul club de hip-hop/funk de pe Sunset Strip. Acesta s-a închis după o petrecere finală de Revelion la The Roxy în 1993.
S-a căsătorit cu Andrea Elmer pe 24 ianuarie 2004 la Little White Wedding Chapel⁠(d) din Las Vegas, Nevada. Cei doi s-au despărțit în mai 2006. Pe 6 februarie 2007, Faustino a intentat acțiunea de divorț la Curtea Superioară dinComitatul  Los Angeles.
Faustino a fost arestat pentru posesie de marijuana în Florida în mai 2007.
Acesta și iubita sa Lindsay Bronson au o fiică.

## Filmografie

### Filme
| Filme | Filme                                     | Filme               | Filme              |
| An    | Titlu                                     | Rol                 | Note               |
| ----- | ----------------------------------------- | ------------------- | ------------------ |
| 1982  | Neil Simon's I Ought to Be in Pictures    | Martin              |                    |
| 1983  | The Star Chamber                          | Tony Hardin         |                    |
| 1986  | Mister Boogedy                            | Corwin Davis        |                    |
| 1987  | Bride of Boogedy                          | Corwin Davis        |                    |
| 1990  | I'm Naked Thinking of You                 | Cousin Dave         |                    |
| 1991  | Perfect Harmony                           | Paul                |                    |
| 1994  | Men Lie                                   |                     |                    |
| 1994  | Fatal Vows: The Alexandra O'Hara Story    | Joey Pagan          |                    |
| 1996  | Kiss & Tell                               | Strip-E, "The Bird" |                    |
| 1998  | 12 Bucks                                  | Cornfed             |                    |
| 1998  | Lovers & Liars                            | Darrel              |                    |
| 1999  | Dirt Merchant                             | Sponge              |                    |
| 2000  | Get Your Stuff                            | Ron                 |                    |
| 2001  | MacArthur Park                            | Bobby               |                    |
| 2001  | The Heist                                 | Chuck               |                    |
| 2001  | Killer Bud                                | Buzz Frawley        |                    |
| 2001  | 10 Attitudes                              | Billy (Attitude #3) |                    |
| 2005  | Freezerburn                               | Paul the P.A.       |                    |
| 2006  | National Lampoon's Pucked                 | Carl                |                    |
| 2006  | Nice Guys                                 | Ben                 |                    |
| 2006  | Puff, Puff, Pass                          | Steve               |                    |
| 2007  | Leo                                       | David               |                    |
| 2008  | The Hustle                                | Derrick             |                    |
| 2008  | RoboDoc                                   | Jason Dockery       | Producător asociat |
| 2008  | Boston Strangler: The Untold Story        | Albert De Salvo     |                    |
| 2008  | Unconventional                            | David Faustino      |                    |
| 2009  | Official Rejection                        | David Faustino      | Documentar         |
| 2009  | Busted                                    | Wilburt             |                    |
| 2009  | Official Rejection                        | David Faustino      |                    |
| 2010  | Hollywont                                 | Rob                 |                    |
| 2010  | Not Another B Movie                       | Hines               |                    |
| 2012  | Winx Club: The Secret of the Lost Kingdom | Helia               | Voce               |
| 2013  | Winx Club 3D: Magical Adventure           | Helia               | Voce               |
| 2013  | I Know That Voice                         | David Faustino      |                    |
| 2015  | Entourage                                 | David Faustino      |                    |
| 2015  | Bachelors                                 | Gus                 |                    |
| TBA   | Nite Tales 2: The Movie                   | Dave Faustino       | Completat          |

### Televiziune
| Televiziune | Televiziune                                       | Televiziune                           | Televiziune                                                                                       |
| An          | Titlu                                             | Rol                                   | Note                                                                                              |
| ----------- | ------------------------------------------------- | ------------------------------------- | ------------------------------------------------------------------------------------------------- |
| 1974        | Lily Tomlin Special                               | David Faustino                        |                                                                                                   |
| 1980        | Little House on the Prairie                       | Josh                                  | Episodul: "The Silent Cry"                                                                        |
| 1981        | Trapper John, M.D.                                | Little Boy                            | Episodul: "'Tis the Season"                                                                       |
| 1982        | In the Custody of Strangers                       | David                                 | Film de televiziune                                                                               |
| 1983        | Summer Girl                                       | Jason Shelburne                       | Film de televiziune                                                                               |
| 1983        | Shooting Stars                                    | Patrick                               | Film de televiziune                                                                               |
| 1983        | Fantasy Island                                    | Michael Ashley                        | Episodul: "Random Choices/My Mother, the Swinger"                                                 |
| 1983        | Family Ties                                       | Keith Baily                           | Episodul: "To Snatch a Keith"                                                                     |
| 1984        | The Love Boat                                     | Scott Russell                         | Episodul: "Ace in the Hole/Uncle Joey's Song/Father in the Cradle"                                |
| 1984        | St. Elsewhere                                     | Boy                                   | Episodul: "Two Balls and a Strike"                                                                |
| 1984        | E/R                                               | Randy Beal                            | Episodul: "Save the Last Dance for Me"                                                            |
| 1985        | Highway to Heaven                                 | Robbie Down                           | Episodul: "Plane Death"                                                                           |
| 1985        | I Had Three Wives                                 | Andrew Beaudine                       | Rol principal                                                                                     |
| 1985        | Scarecrow and Mrs. King                           | Actor                                 | Episodul: "Utopia Now"                                                                            |
| 1986        | CBS Schoolbreak Special                           | Louie Dawson                          | Episodul: "The Drug Knot"                                                                         |
| 1986        | The Twilight Zone                                 | Micah Frost                           | Episodul: "The Storyteller"                                                                       |
| 1987–1997   | Married... with Children                          | Bud Bundy                             | 259 de episoade                                                                                   |
| 1987        | Adventures of the Gummi Bears                     | Cavin                                 | Voce, sezonul 3                                                                                   |
| 1990        | Parker Lewis Can't Lose                           | Bud Bundy                             | Episodul: "Musso & Frank"                                                                         |
| 1990        | The Earth Day Special                             | Bud Bundy                             |                                                                                                   |
| 1991        | Perfect Harmony                                   | Paul                                  | Film de televiziune                                                                               |
| 1991        | Top of the Heap                                   | Bud Bundy                             | Episodul: "The Agony and the Agony"                                                               |
| 1991        | Blossom                                           | David Faustino                        | Episodul: "Blossom – A Rockumentary"                                                              |
| 1992        | CBS Schoolbreak Special                           | Travis Bickle                         | Episodul: "Words Up!"                                                                             |
| 1992        | Where in the World Is Carmen Sandiego?            | David Faustino                        | Episodul: "The Immigration Station Perpetration"                                                  |
| 1994        | Burke's Law                                       | Carl Loomis                           | Episodul: "Who Killed the Soap Star?"                                                             |
| 1994        | Robin's Hood                                      | Actor                                 | Episodul: "Memories Are Made of This"                                                             |
| 1996        | Madtv                                             | David Faustino                        | Episodul: "#1.12"                                                                                 |
| 1996        | Dead Man's Island                                 | Haskell Prescott                      | Film de televiziune                                                                               |
| 1997        | Madtv                                             | Gazdă                                 | Episodul: "#2.21"                                                                                 |
| 1999        | Jesse                                             | Dwayne                                | Episodul: "The Best Deal Possible"                                                                |
| 1999        | The New Addams Family                             | Greg the Alien                        | Episodul: "The Close Encounters of the Addams Kind"                                               |
| 1999        | Unhappily Ever After                              | Jimbo Bacilli                         | Episodul: "Tiffany Burger"                                                                        |
| 2000        | Batman Beyond                                     | Sean Miller                           | Voce, episodul: "The Last Resort"                                                                 |
| 2000        | Cover Me: Based on the True Life of an FBI Family | Older Chance, Narator                 | Episodul: "Just Act Normal", "The Line" Nemenționat                                               |
| 2000        | Nash Bridges                                      | Simon/Denny                           | Episoadele: "Hard Cell" și "Jump Start"                                                           |
| 2001        | Cover Me: Based on the True Life of an FBI Family | Older Change, Narator                 | Episodul: "Borderline Normal" Nemenționat                                                         |
| 2001        | Intimate Portrait                                 | Narator                               | Episodul: "Katey Sagal"                                                                           |
| 2001        | The Zeta Project                                  | Scruffy                               | Voce, episodul: "His Maker's Name"                                                                |
| 2001        | The Test                                          | David Faustino                        | Episodul: "The Sex Etiquette Test"                                                                |
| 2001        | Going to California                               | Kurt Beamis                           | Episodul: "The Big Padoodle"                                                                      |
| 2002        | The X-Files                                       | Michael Daley                         | Episodul: "Sunshine Days"                                                                         |
| 2002        | The Rerun Show                                    | Pete                                  | Episoadele: "The Partridge Family: My Son, the Feminist/Married... with Children: The Dance Show" |
| 2003        | Static Shock                                      | Starburst                             | Voce, episodul: "Showtime"                                                                        |
| 2003        | Mickeypalooza                                     | David Faustino                        | Television special                                                                                |
| 2004        | The Bernie Mac Show                               | Droobie                               | Episodul: "Droobie or Not Droobie"                                                                |
| 2004        | The Help                                          | Adam Ridgeway                         | Episoadele: "Pilot", "Dwayne Gets a Cold" "Pahtay", "Ollie Shares", "Doghouse"                    |
| 2004        | Entourage                                         | David Faustino                        | Episodul: "The Review"                                                                            |
| 2005        | What's New, Scooby-Doo?                           | Curt Crunch                           | Voce, episodul: "Wrestle Maniacs"                                                                 |
| 2005        | One on One                                        | Ian/Chad                              | 2 episoade                                                                                        |
| 2005        | TV Land Confidential                              | David Faustino                        | Episodul: "Changing Times and Trends"                                                             |
| 2006        | American Dad!                                     | David Faustino                        | Voce, episodul: "Rough Trade"                                                                     |
| 2006        | Loonatics Unleashed                               | Arthur, Time Skip                     | Voce, episodul: "Time After Time"                                                                 |
| 2007        | TV Land Confidential                              | David Faustino                        | Interviu, episodul: "Finales"                                                                     |
| 2008–2011   | The Path of Atticus                               | Theseus                               | Voce, rol episodic                                                                                |
| 2008        | The Batman                                        | Fox / David                           | Voce, episodul: "Attack of the Terrible Trio"                                                     |
| 2008        | Rules of the Game                                 |                                       | Producător executiv                                                                               |
| 2009        | Star-ving                                         | David Faustino                        | Producător executiv, regizor și scriitor                                                          |
| 2009        | Robot Chicken                                     | David Faustino, Dr. Rudy Wells, Nașul | Voce, episodul: "Love, Maurice"                                                                   |
| 2009        | Entourage                                         | David Faustino                        | Episodul: "Scared Straight"                                                                       |
| 2009        | Dark Christmas                                    | David Faustino                        |                                                                                                   |
| 2010        | 7 Days                                            | David Faustino                        | Membru din echipa 1 Episodul din 22 octombrie 2010                                                |
| 2010        | Scooby-Doo! Mystery Incorporated                  | Bud Shelton                           | Voce, episodul: "Revenge of the Man Crab"                                                         |
| 2011        | Clunkers                                          |                                       | Episodul: "Intervention"                                                                          |
| 2011        | Working Class                                     | Derek                                 | Episodul: "Short, Then Sweet"                                                                     |
| 2011–2015   | Winx Club                                         | Helia                                 | Voce, dublaj pentru Nickelodeon                                                                   |
| 2012        | SuperFuckers                                      | Jack Krak                             | Voce, rol principal                                                                               |
| 2012–2014   | The Legend of Korra                               | Mako                                  | Voce, rol principal                                                                               |
| 2013–2014   | DreamWorks Dragons                                | Dagur the Deranged                    | Voce, 8 episoade                                                                                  |
| 2013        | Modern Family                                     | Tater                                 | Episodul: "Bad Hair Day"                                                                          |
| 2013        | Bad Samaritans                                    | Dax Wendell                           |                                                                                                   |
| 2015        | The Exes                                          | Donny Lutz                            | Episodul: "Good Will Hinting"                                                                     |
| 2015-2018   | Dragons: Race to the Edge                         | Dagur                                 | Voce, rol episodic                                                                                |
| 2016        | TMI Hollywood                                     | Host                                  | Episodul: "The Fast and the Faustino"                                                             |
| 2016        | Atomic Shark                                      | Fletcher                              | Film de televiziune                                                                               |
| 2016        | Sharknado: The 4th Awakens                        | Bud                                   | Film de televiziune                                                                               |
| 2017        | Bones                                             | Fictional version of himself          | Episodul: "The Radioactive Panthers in the Party"                                                 |
| 2017        | The Young and the Restless                        | Howard Green                          | 8 episoade                                                                                        |
| 2018        | Cape Kids                                         | IQ                                    | Voce                                                                                              |
| 2019        | Drop the Mic                                      | David Faustino                        | Episodul: "Jason Mitchell vs. Adina Porter / David Faustino vs. Joey Lawrence"                    |
| 2019        | Spirit Riding Free: Spirit of Christmas           | Ronny                                 | Voce                                                                                              |
| TBA         | Inside Jokes: AKA Reel Jokes                      |                                       | Film de televiziune                                                                               |
| TBA         | Hollywould                                        | Leggie                                | Voce, 2 episoade Post-producție                                                                   |